# Olympische Winterspiele 1964/Teilnehmer (Ungarn)
| Gelbes Symbol für Goldmedaillen mit stilisierten Olympischen Ringen | Graues Symbol für Silbermedaillen mit stilisierten Olympischen Ringen | Braundes Symbol für Bronzemedaillen mit stilisierten Olympischen Ringen |
| ------------------------------------------------------------------- | --------------------------------------------------------------------- | ----------------------------------------------------------------------- |
| —                                                                   | —                                                                     | —                                                                       |

Ungarn nahm an den IX. Olympischen Winterspielen 1964 im österreichischen Innsbruck mit einer Delegation von 28 Athleten in sechs Disziplinen teil, 22 Männer und 6 Frauen. Ein Medaillengewinn gelang keinem der Athleten.
Fahnenträger bei der Eröffnungsfeier war der Eishockeyspieler Lajos Koutny.

## Teilnehmer nach Sportarten

### Eishockey
Männer
| - Mátyás Vedres - György Losonczi - József Babán - József Kertész - Lajos Koutny - György Raffa - János Ziegler - Árpád Bánkúti - György Rozgonyi | - Viktor Zsitva - Petér Bikár - Ferenc Lőrincz - János Beszteri-Balogh - Károly Orosz - Béla Schwalm - László Jakabházy - Gábor Boróczi |

- 16. Platz

### Eiskunstlauf
Männer
- Jenő Ébert
21. Platz (1586,9)

Frauen
- Zsuzsa Almássy
17. Platz (1702,2)

### Eisschnelllauf
Männer
- György Ivánkai
500 m: 40. Platz (44,3 s)
1500 m: 38. Platz (2:19,9 min)
5000 m: 26. Platz (8:19,4 min)
10.000 m: 33. Platz (17:47,3 min)

- Mihály Martos
500 m: 37. Platz (44,0 s)
1500 m: 50. Platz (2:26,8 min)
5000 m: 41. Platz (8:47,1 min)

Frauen
- Kornélia Ihász
500 m: 25. Platz (50,9 s)
1000 m: 20. Platz (2:35,1 min)
3000 m: 18. Platz (5:41,4 min)

### Ski Alpin
Frauen
- Ildikó Kővári
Abfahrt: 43. Platz (2:22,22 min)
Riesenslalom: 41. Platz (2:19,24 min)
Slalom: 26. Platz (1:54,91 min)

### Skilanglauf
Frauen
- Katalin Hemrik
5 km: 29. Platz (21:26,7 min)
3 × 5 km Staffel: 8. Platz (1:10:16,3 h)

- Éva Balázs
10 km: 19. Platz (46:04,7 min)
3 × 5 km Staffel: 8. Platz (1:10:16,3 h)

- Mária Tarnai
10 km: 30. Platz (48:18,9 min)
3 × 5 km Staffel: 8. Platz (1:10:16,3 h)

### Skispringen
- László Gellér
Normalschanze: 42. Platz (189,5)
Großschanze: 34. Platz (187,4)

- László Csávás
Normalschanze: 52. Platz (170,9)
Großschanze: 49. Platz (169,8)